# 고로초등학교
고로초등학교는 대한민국 대구광역시 군위군 삼국유사면 학성리 149-3에 있었던 공립 초등학교이다.

## 학교 연혁
- 1928년 6월 27일 설립인가
- 1929년 4월 10일 고로공립보통학교(4년제) 개교
- 1932년 3월 25일 제1회 졸업식(20명)
- 1938년 4월 1일 고로공립심상소학교(6년제) 개편
- 1941년 4월 1일 고로공립국민학교 개편
- 1950년 6월 1일 고로국민학교 개편
- 1950년 6월 13일 화수국민학교 분리
- 1969년 3월 1일 화산국민학교 분리
- 1980년 3월 1일 화산국민학교 분교장 격하 편입(화수국민학교 분교장 격하)
- 1981년 3월 1일 병설유치원 개원
- 1994년 3월 1일 화수국민학교 분교장 격하 편입, 화산분교장 편입
- 1996년 3월 1일 고로초등학교 개편
- 1996년 3월 1일 화수분교장 폐교 및 본교 통폐합
- 1997년 3월 1일 화산분교장 폐교 및 본교 통폐합
- 2007년 2월 15일  제75회 졸업식(총 2621명)
- 2008년 3월 1일 군위댐 건설로 인해 수몰 및 폐교, 의흥초등학교에 통합[1]